# Кубок СССР по футболу 1945
6-й розыгрыш Кубка СССР состоялся в сентябре-октябре 1945 года. Обладателем Кубка впервые стал московский ЦДКА. Предыдущий обладатель Кубка ленинградский «Зенит» уступил им в полуфинале.
В кубке СССР участвовали 32 команд: 30 команд участвующих в чемпионате СССР 1945 года, победитель кубка ВЦСПС команда «Автозавод имени Сталина» (по существу это была команда «Торпедо-2» Москва) и специальным решением спорткомитета включена команда «Динамо» Алма-Ата.

## 1/16 финала
| Дата       | Команда 1                      | Счёт     | Команда 2                 |
| ---------- | ------------------------------ | -------- | ------------------------- |
| 09.09.1945 | Динамо (Алма-Ата)              | 3:0      | Трактор (Челябинск)       |
| 09.09.1945 | Динамо (Баку)                  | 2:0      | Зенит (Свердловск)        |
| 16.09.1945 | Динамо (Ереван)                | 4:2 д.в. | ДКА (Новосибирск)         |
| 16.09.1945 | ДКА (Тбилиси)                  | 3:3 д.в. | Крылья Советов (Молотов)  |
| 28.09.1945 | Спартак (Москва)               | 3:1      | Трудовые резервы (Москва) |
| 27.09.1945 | Динамо (Тбилиси)               | 2:0      | Пищевик (Одесса)          |
| 27.09.1945 | Крылья Советов (Москва)        | 3:1      | Крылья Советов (Куйбышев) |
| 28.09.1945 | Автозавод им. Сталина (Москва) | 1:2      | Трактор (Сталинград)      |
| 23.09.1945 | Динамо (Иваново)               | 3:2      | КБФ (Ленинград)           |
| 20.09.1945 | Динамо (Киев)                  | 0:2      | Локомотив (Харьков)       |
| 24.09.1945 | Динамо (Ленинград)             | 5:1      | Локомотив (Москва)        |
| 23.09.1945 | Динамо (Минск)                 | 3:4      | Стахановец (Сталино)      |
| 19.09.1945 | Зенит (Ленинград)              | 1:0 д.в. | МВО (Москва)              |
| 25.09.1945 | Спартак (Ленинград)            | 1:6      | Динамо (Москва)           |
| 23.09.1945 | Торпедо (Горький)              | 0:3      | Торпедо (Москва)          |
| 26.09.1945 | ЦДКА (Москва)                  | 3:0      | ВВС (Москва)              |

### Дополнительные матчи 1/16
| Дата       | Команда 1     | Счёт | Команда 2                |
| ---------- | ------------- | ---- | ------------------------ |
| 17.09.1945 | ДКА (Тбилиси) | 5:0  | Крылья Советов (Молотов) |

## 1/8 финала
| Дата       | Команда 1            | Счёт | Команда 2               |
| ---------- | -------------------- | ---- | ----------------------- |
| 29.09.1945 | Торпедо (Москва)     | 2:5  | Динамо (Москва)         |
| 16.09.1945 | Динамо (Баку)        | 1:2  | Динамо (Алма-Ата)       |
| 30.09.1945 | Динамо (Ленинград)   | 3:2  | Стахановец (Сталино)    |
| 23.09.1945 | ДКА (Тбилиси)        | 3:0  | Динамо (Ереван)         |
| 29.09.1945 | Зенит (Ленинград)    | 3:0  | Локомотив (Харьков)     |
| 01.10.1945 | Спартак (Москва)     | 1:2  | Динамо (Тбилиси)        |
| 02.10.1945 | Трактор (Сталинград) | 2:0  | Динамо (Иваново)        |
| 30.09.1945 | ЦДКА (Москва)        | 5:1  | Крылья Советов (Москва) |

## 1/4 финала
| Дата       | Команда 1            | Счёт | Команда 2          |
| ---------- | -------------------- | ---- | ------------------ |
| 04.10.1945 | Зенит (Ленинград)    | 2:1  | ДКА (Тбилиси)      |
| 05.10.1945 | Трактор (Сталинград) | 1:0  | Динамо (Алма-Ата)  |
| 05.10.1945 | ЦДКА (Москва)        | 1:0  | Динамо (Тбилиси)   |
| 06.10.1945 | Динамо (Москва)      | 4:0  | Динамо (Ленинград) |

## 1/2 финала
| 9 октября 1945 | \| ЦДКА \| 7:0 (2:0) \| Зенит (Ленинград) \| \| Бобров 14′, 57′, ?, 85′ · Дёмин 34′ · Николаев 53′, ? \| Голы \| \| | Стадион: Динамо, Москва Зрителей: Судья: Эльмар Саар (Таллин) |
| ЦДКА: Никаноров, Кочетков, Прохоров, Тучков, Афанасьев, Виноградов, Бобров, Гринин, Дёмин, Николаев, Щербаков Главный тренер: Борис Аркадьев Зенит: Иванов, Копус, Куренков (к), Пшеничный, Бодров, Яблочкин, ?, ? Главный тренер: Константин Лемешев | |                                                               |
| ЦДКА | 7:0 (2:0) | Зенит (Ленинград)                                             |
| Бобров 14′, 57′, ?, 85′ · Дёмин 34′ · Николаев 53′, ? | Голы |                                                               |

| 10 октября 1945 | \| Трактор (Сталинград) \| 1:3 (1:1) \| Динамо (Москва) \| \| Шведченко 33' \| Голы \| Бесков 35', 50' С. Соловьев 75' \| | Стадион: Динамо, Москва Зрителей: 50 000 Судья: Сергей Руднев (Москва) |
| Трактор: Ермасов, Бадин, Рудин, Плонский, Григорьев (к), Шеремет, Шведченко, Белоусов, Калмыков, Матвеев, Папков Главный тренер: Сергей Плонский Динамо: Хомич, Радикорский, Семичастный (к), Станкевич, Блинков, Л. Соловьёв, Трофимов, Дементьев, Бесков, Малявкин, С. Соловьёв Главный тренер: Михаил Якушин | |                                                                        |
| Трактор (Сталинград) | 1:3 (1:1) | Динамо (Москва)                                                        |
| Шведченко 33' | Голы | Бесков 35', 50' С. Соловьев 75'                                        |

## Финал
| 14 октября 1945 | \| ЦДКА \| 2:1 (1:1) \| Динамо (Москва) \| \| Николаев 45' Виноградов 65' \| Голы \| С. Соловьёв 9' \| | Стадион: Динамо, Москва Зрителей: 80 000 Судья: Эльмар Саар (Таллин) |
| ЦДКА: Никаноров, Тучков, Кочетков, Прохоров, Виноградов, Афанасьев, Гринин, Николаев, Федотов, Бобров, Дёмин Главный тренер: Борис Аркадьев Динамо: Хомич, Радикорский, Семичастный, Станкевич, Блинков, Л. Соловьёв, Трофимов, Карцев, Бесков, Дементьев, С. Соловьёв Главный тренер: Михаил Якушин Нереализованный пенальти: Л. Соловьёв (Д), 55' (вратарь) Про нереализованный пенальти в разных источниках пишется как удар в штангу, так и то, что удар отбил вратарь. В различных книгах в литературном описании матча данная ситуация описывается так: На 55 минуте назначен пенальти, Соловьёв попал в штангу, мяч отскакивает в поле, Бесков успевает на добивание, но вратарь Никаноров успевает отбить удар Бескова, переведя мяч на угловой. | |                                                                      |
| ЦДКА | 2:1 (1:1)                                                                                              | Динамо (Москва)                                                      |
| Николаев 45' Виноградов 65' | Голы                                                                                                   | С. Соловьёв 9'                                                       |